# Poospiza ornata
La monterita canela, dominiquí acanelado o ladrillito (Poospiza ornata) es una especie de ave paseriforme de la familia Thraupidae perteneciente al género Poospiza. Es endémica de Argentina.

## Distribución y hábitat

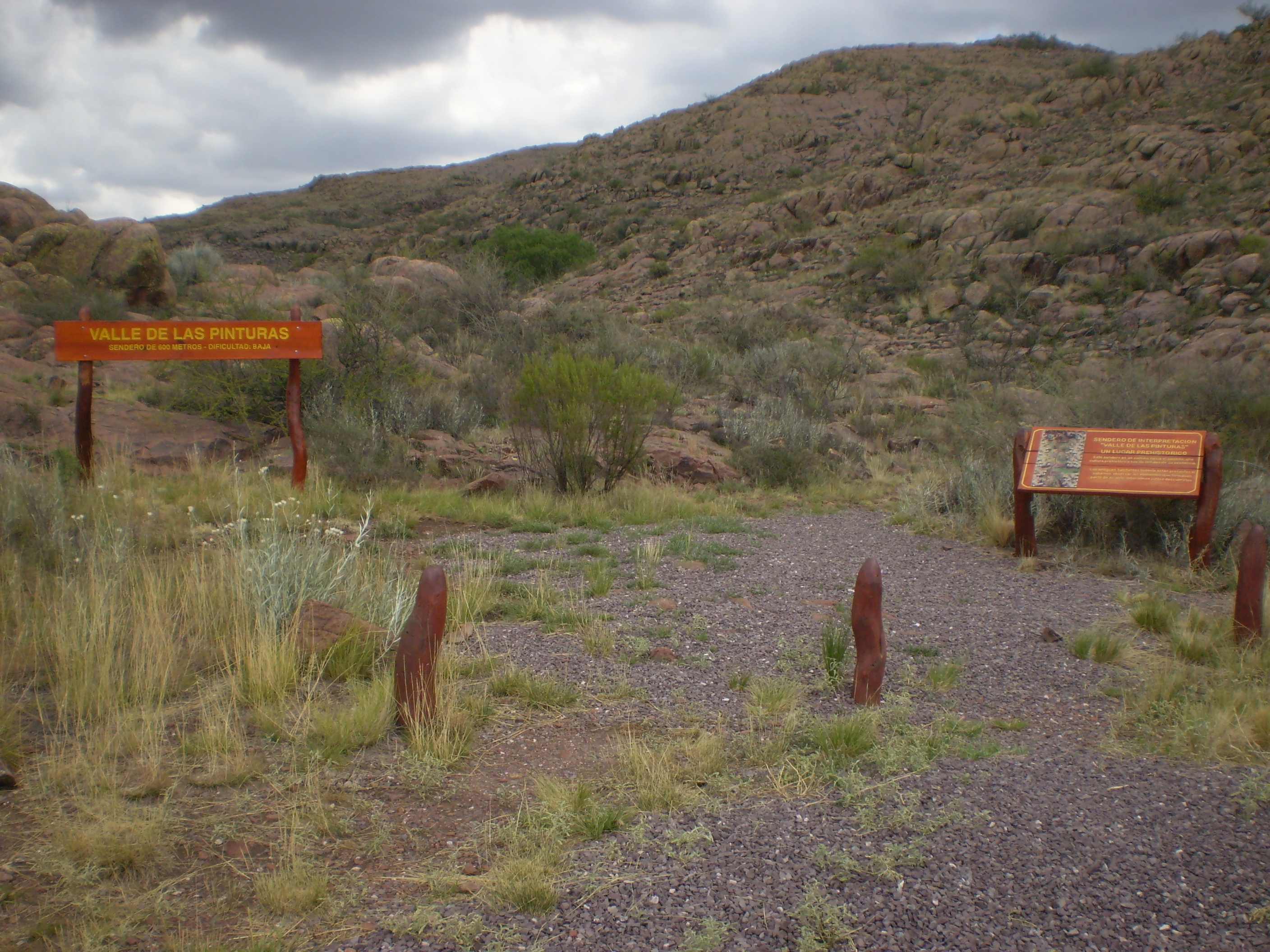
Parque nacional Lihuel Calel en La Pampa, ejemplo de hábitat de la especie.

Se reproduce desde las provincias de San Juan y La Rioja hasta Neuquén, Río Negro y sur de Buenos Aires. En los inviernos australes migra hacia el noroeste (hasta Salta) y este (hasta Entre Ríos). Hay registros no confirmados en Colonia, Uruguay.
Esta especie es considerada poco común y local en su hábitat natural: los matorrales y bosquecillos del monte, hasta los 1000 m de altitud.

## Sistemática

### Descripción original
La especie P. ornata fue descrita por primera vez por el ornitólogo alemán Christian Ludwig Landbeck en 1865 bajo el nombre científico Phrygilus ornatus; su localidad tipo es: «camino entre Paso Portillo y Melocotón, Mendoza, Argentina». Mucha veces se cita a Friedrich Leybold, 1865 como siendo el autor, publicado en Journal für Ornithologie , sin embargo, esta publicación solo ocurrió en 1866, y previamente se había publicado en los Anales de la Universidad de Chile, descrita por Landbeck, “en” artículo de Leybold.

### Etimología
El nombre genérico femenino Poospiza es una combinación de las palabras del griego «poas»: hierba, y «σπιζα spiza» que es el nombre común del pinzón vulgar, vocablo comúnmente utilizado en ornitología cuando se crea un nombre de un ave que es parecida a un pinzón; y el nombre de la especie «ornata» proviene del latín  «ornatus»: adornado, ornado.

### Taxonomía
Los datos presentados por los amplios estudios filogenéticos recientes confirman que la presente especie es hermana de Poospiza boliviana, y el par formado por ambas es hermano del par formado por Poospiza nigrorufa y Poospiza whitii.